# Gerald Richard Barnes

Wappen von Gerald Richard Barnes

Gerald Richard Barnes (* 22. Juni 1945 in Phoenix, Arizona) ist ein US-amerikanischer Geistlicher und emeritierter römisch-katholischer Bischof von San Bernardino.

## Leben
Gerald Richard Barnes wurde am 22. Juni 1945 in Phoenix, Arizona, geboren. Im Alter von einem Jahr zogen seine Eltern nach Los Angeles, wo er mit seinen sechs Geschwistern im Stadtteil Boyle Heights aufwuchs. Barnes besuchte die Roosevelt High School in Los Angeles und studierte an der California State University, Los Angeles, wo er im Jahr 1967 einen Bachelorabschluss in Politikwissenschaft erwarb.
Am 20. Dezember 1975 empfing Barnes durch den Erzbischof von San Antonio, Francis James Furey, das Sakrament der Priesterweihe. Später leitete Barnes das Priesterseminar Assumption-St. John Seminary in San Antonio.
Am 28. Januar 1992 ernannte ihn Papst Johannes Paul II. zum Titularbischof von Mons Faliscus und zum ersten Weihbischof in San Bernardino. Der Bischof von San Bernardino, Phillip Francis Straling, spendete ihm am 18. März desselben Jahres die Bischofsweihe; Mitkonsekratoren waren der Erzbischof von San Antonio, Patrick Fernández Flores, und der Weihbischof in Galveston-Houston, Curtis John Guillory SVD.
Nachdem Phillip Francis Straling im Jahr 1995 zum Bischof von Reno berufen worden war, wurde Barnes als Apostolischer Administrator des Bistums San Bernardino eingesetzt. Am 28. Dezember 1995 ernannte ihn Papst Johannes Paul II. zum neuen Bischof von San Bernardino. Barnes wurde am 12. März 1996 in das Amt eingeführt.
In der Bischofskonferenz der Vereinigten Staaten steht Barnes derzeit dem Subcommittee on Hispanic Affairs vor und ist Mitglied im Committee on Cultural Diversity in the Church.
Gerald Richard Barnes ist Großoffizier des Ritterordens vom Heiligen Grab zu Jerusalem.
Am 28. Dezember 2020 nahm Papst Franziskus das von Gerald Richard Barnes aus Altersgründen vorgebrachte Rücktrittsgesuch an.